# Juan Jesús Pérez Pérez (actor)
Juan Jesús Pérez Pérez (Yecla, Murcia, España; 27 de junio de 1927) es un actor de web series y cortometrajes. Más conocido por su actuación de astronauta en la web serie 'Invasión' (2011)

## Carrera profesional
Jesús nació en Yecla el 27 de junio de 1927 donde empezó trabajando como comerciante y sufrió los estragos de la Guerra Civil Española, hace tan solo unos años ha debutado en el mundo audiovisual con su web serie 'Invasión' (2011)  y su estreno en internet en 2012. Después de eso, trabajó en un cortometraje llamado 'El pastel de Carne' (2012) que participó en la IV edición de cortos de RNE.
Más tarde, en 2013 llegaría 'Invasión 2'  que es la segunda temporada de la serie siendo la parte más vista de ésta y dónde cogió más popularidad.
El otoño de 2013 estrenó su nuevo cortometraje titulado: 'BOX' (2013) donde se presenta con un vestuario un tanto cambiado e interpreta a un anciano que vive la rutina del día a día. Este último cortometraje fue presentado al concurso "Indian Motor Bar"  de la localidad de Yecla(Murcia) siendo estrenado en el mismo bar y semanas más tarde en televisión. Jesús regresó a la serie Invasión para realizar un especial de Navidad titulado: 'La caja de cerillas'
En abril de 2014 apareció en la serie "Six".  Su corta carrera no le ha servido sino para llevarle al estrellato.

## Series
| Año     | Título   | Papel |
| ------- | -------- | ----- |
| 2011-¿? | Invasión | Jesús |
| 2014-¿? | Six      | Jesús |
| 2013-¿? | Rider    | Jesús |

## Cortometrajes
| Año  | Título             | Papel   |
| ---- | ------------------ | ------- |
| 2012 | El pastel de carne | Jesús   |
| 2013 | Box                | Anciano |